# Nick Martínez
Nick Martínez (n. 5 august 1990, Miami, Florida, SUA) este un jucător de baseball ce a reprezentat Statele Unite ale Americii, medaliat olimpic. A participat la o ediție a Jocurilor Olimpice (2020) în care a câștigat o medalie de argint.